# 三方四面体
三方四面体（さんぽうしめんたい、英: triakis tetrahedron）とは、カタランの立体の一種で、切頂四面体の双対である。正四面体の各面の中心を持ち上げ、3つの二等辺三角形に分けたような形をしている。

## 性質
- 構成面となる二等辺三角形の形状
  - 頂角: 約112.89°
  - 底角: 約33.56°
  - 短い辺 : 長い辺 = 3 : 5

## 近縁な立体

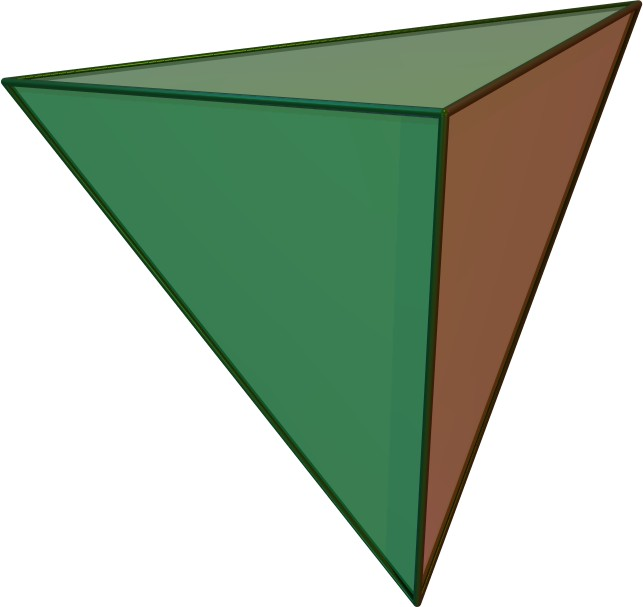
正四面体 （ベースの形）
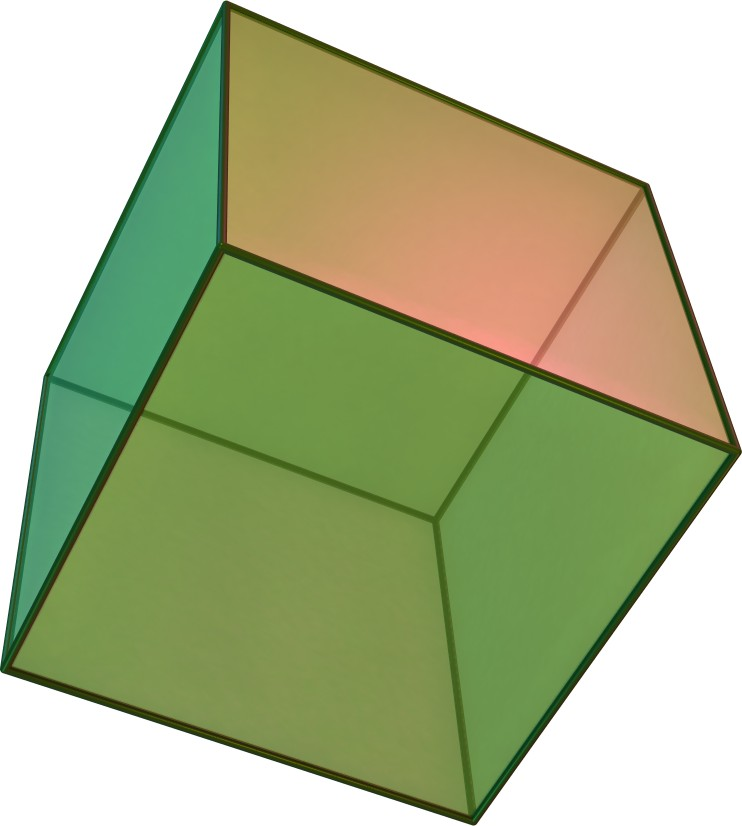
正六面体 （もう少し高く持ち上げる）
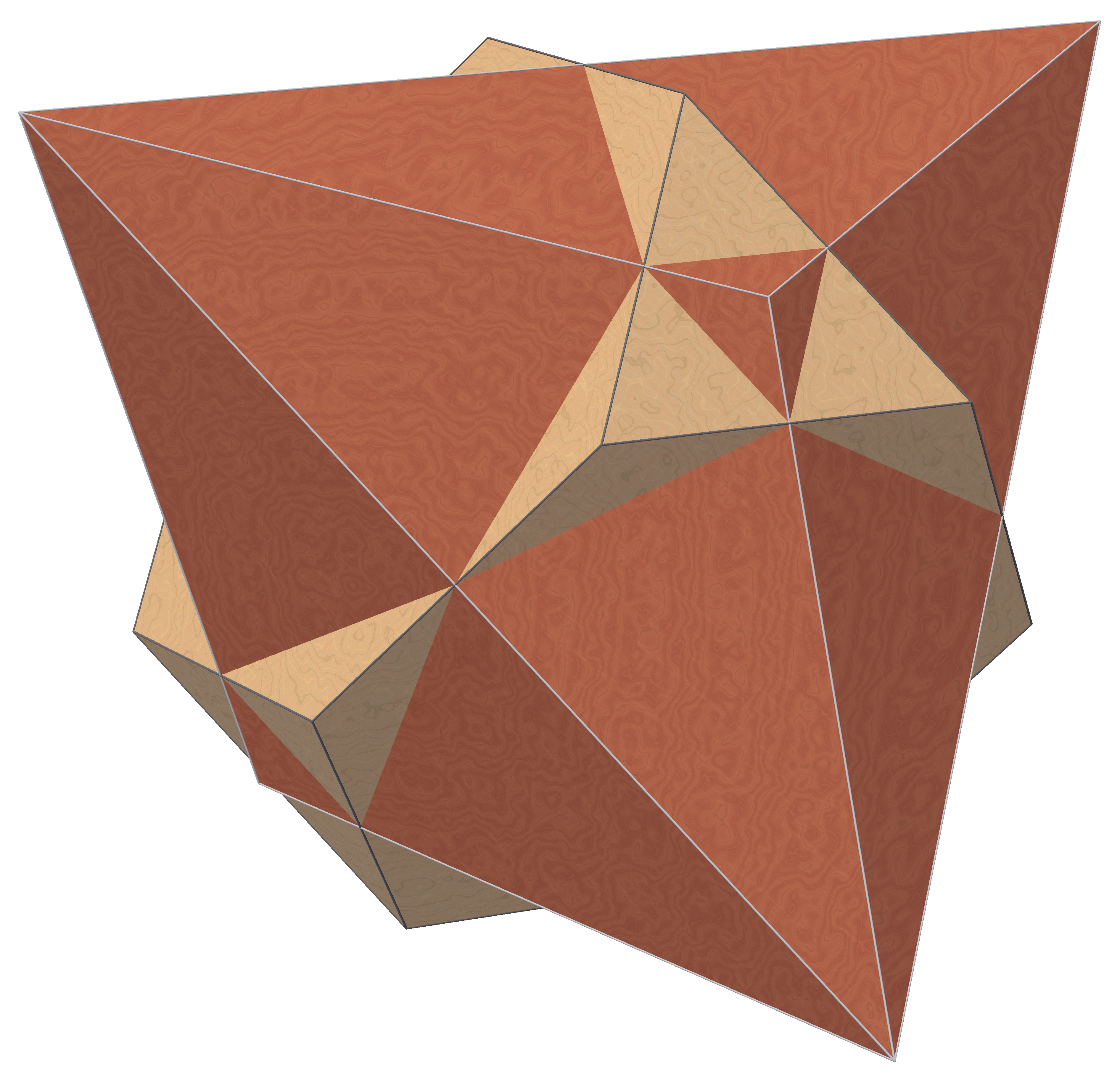
切頂四面体と三方四面体による複合多面体